# We Fly High
We Fly High è il singolo più famoso del terzo album di Jim Jones, Hustler's P.O.M.E. (Product of My Environment).

## Collaborazioni
Il remix ufficiale è stato prodotto insieme a T.I., Diddy, Juelz Santana, Birdman e Young Dro. La prima versione del remix fu trasmessa alla radio il 5 ottobre 2006, la quale era insieme a T.I., Diddy, Juelz Santana, Birdman e Young Dro ed è stato messo su internet. Juelz Santana, però, è solo nel video della canzone, e nella versione dell'album il suo verso è cantato da Jermaine Dupri. Il remix è filmato di fronte a uno schermo verde. Nel video del remix alla fine, mentre Jim Jones parla, muove le sue mani davanti alla faccia, nello stile di Tony Yayo

## Popolarità
La canzone è molto popolare negli Stati Uniti; nel video della canzone, quando Jim Jones dice "ballin'!", imita un giocatore di pallacanestro che tira a canestro facendo un "tiro in sospensione"; questo balletto è stato chiamato il "Fadeaway by Jones". Nel remix "ballin'" viene sostituito da "remix!".
La canzone è diventata il singolo più famoso di Jim Jones, infatti è arrivata 5ª nella Billboard Hot 100, 4ª nella Hot R&B/Hip-Hop Singles & Tracks e prima nella Hot Rap Tracks e nella Hot RingMasters.
La canzone è usata negli Stati Uniti durante le partite di basket e i giocatori si divertono a tirare quando Jones dice "BAALLLIIN'!"; anche per questo lo slogan "ballin'" ha accumulato molto successo.
Jones ha fatto anche altri due remix di We Fly High, uno per i New York Giants e un altro con Tego Calderón e Don Omar.
Poco dopo che We Fly High fu pubblicata, Jay-Z pubblicò Brooklyn High, creata per insultare Jones. Il ritornello è lo stesso ed è cantato sempre da Jones, ma Jay sostituisce "ballin'" con "Brooklyn!". Il giorno dopo, Jim Jones, come risposta a Brooklyn High, ha pubblicato un altro remix, intitolato We Fly High Beef Mix per difendersi dalle offese di Jay-Z. Nel Beef Mix c'è anche la partecipazione di Juelz Santana.
Il brano è stato inoltre campionata dal TruceKlan per uno skit, Squalo bianco, per un loro album.